# Militaire uniformhoed

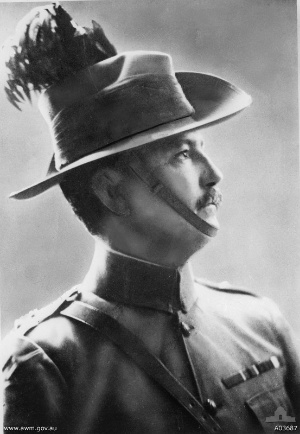

De militaire uniformhoed ook “tropenhoed”, “boshoed” of “bush hat” genoemd, is een breedgerand hoofddeksel dat als onderdeel van het militaire uniform wordt gedragen. Vaak wordt de rand aan één zijde omhoog gevouwen en vastgemaakt aan de kroon. zodat geweren aan of over de schouder kunnen worden gedragen zonder dat de rand van de hoed in de weg zit of beschadigt.
De hoeden zijn vaak voorzien van een band, een kinriem en onderdeelsemblemen.
In het Engels wordt dit type hoed slouch hat ("slappe hoed") genoemd.
De hoge kroon is meestal 4-5 inch hoog, heeft rechte zijdes en is aan de bovenzijde bol. De hoge kroon zorgt voor isolatie en daardoor koelte
De ronde rand is overal even breed (meestal 3-4 inch) en zorgt voor schaduw.
Soms worden er een gleuf en/of deuken in kroon gemaakt en wordt de rand vervormd om de hoed een speciaal model te geven, of om hem te personaliseren. Ook zorgen de deuken ervoor dat de drager de hoed af kan zetten zonder de rand te hoeven pakken.
Vaak zijn de hoeden van vilt of textiel gemaakt, maar van leder, riet, stro of bamboe is ook mogelijk.
Een cowboyhoed is ook een soort slouch hat, evenals de vierdeukenhoed, de tricorne en de bicorne.

## Geschiedenis
Dit type hoeden wordt al vele eeuwen gedragen, onder andere tijdens de Engelse Burgeroorlog in de 17e eeuw, toen de Cavaliers, de strijdkrachten van koning Karel I van Engeland, zulke hoeden droegen. Maar ook de aristocratie en burgerij in heel Europa droeg zulke hoeden. Vaak werd de rand op meerdere plekken omhoog geslagen zodat een tricorne of bicorne, ontstond.
De moderne militaire uniformhoed is afgeleid van de zwarte "Corsicaanse hoed" die militairen van het Oostenrijkse leger begin 19e eeuw droegen tijdens de napoleontische oorlogen. De Oostenrijkse Jäger droegen de hoed met een opgeslagen rand, lederen kinriem en met een verenpluim. Later gebruikte ook de reguliere Oostenrijkse infanterie de Corsicaanse hoed.

## Australië

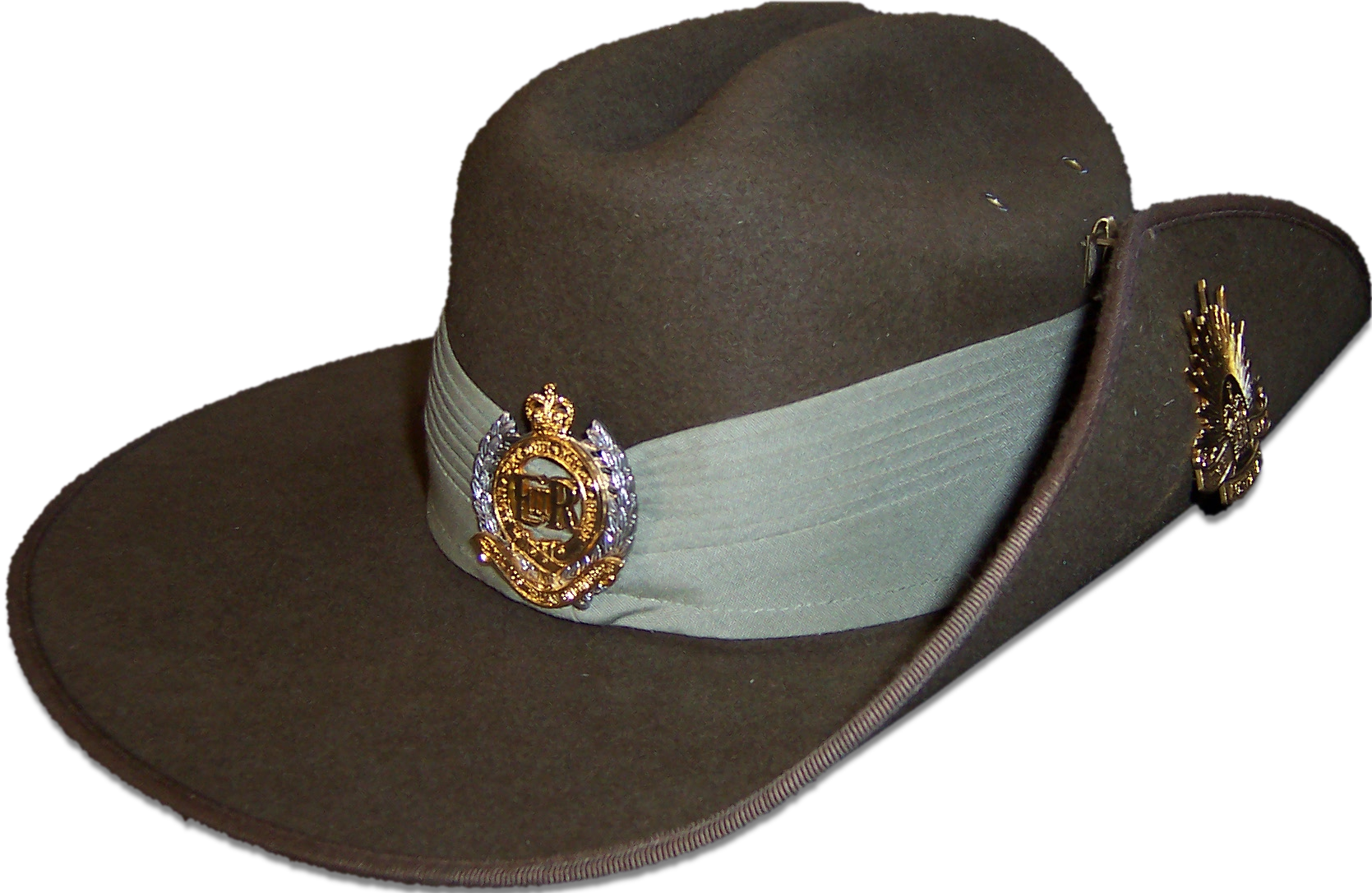
Australian Army Grade 1 Slouch Hat met ereteken van het corps Royal Australian Engineers

De slouch hat werd in Australië voor het eerst gedragen in 1885 door de Victorian Mounted Rifles in Birma. In 1890 werd in Australische leger het khaki uniform ingevoerd met de slouch hat, de kenmerkende Australische hoed (officieel Hat KFF of Hat Khaki Fur Felt), ook wel "Australische boshoed" of "diggerhoed" De rand van de hoed wordt aan één kant omhoog gevouwen is en tegen de zijkant van de bol gespeld . Dit werd gedaan zodat een geweer aan of over de schouder konden worden gedragen zonder dat de rand van de hoed in de weg zit of beschadigt. Op de opgeslagen rand is het "Rising Sun" embleem van het Australische leger bevestigd. Aan de voorzijde op de hoedband wordt het onderdeelsembleem bevestigd. De Australische hoed wordt gemaakt van vachtvilt van konijnenhaar.
De Australiërs droegen de hoeden aan alle fronten in de Eerste en Tweede Wereldoorlog bij het gevechtstenue. Onder operationele omstandigheden worden er geen glanzende of gekleurde emblemen op de hoed gedragen.
Bij ceremoniële gelegenheden wordt de hoed gedragen met een puggaree (hoedband) met 7 vouwen, waarvan er zes de 6 staten van Australië vertegenwoordigen, terwijl de zevende de 3 territoria van Australië vertegenwoordigt. A Unit Colour Patch is worn on the right of puggaree.
Sommige bereden eenheden dragen emoe-veren achter het embleem. Dit is een verwijzing naar een praktijk uit de Eerste Wereldoorlog, waarbij ruiters hun rijvaardigheid demonstreerden door een emoe te vangen.

## Nieuw-Zeeland

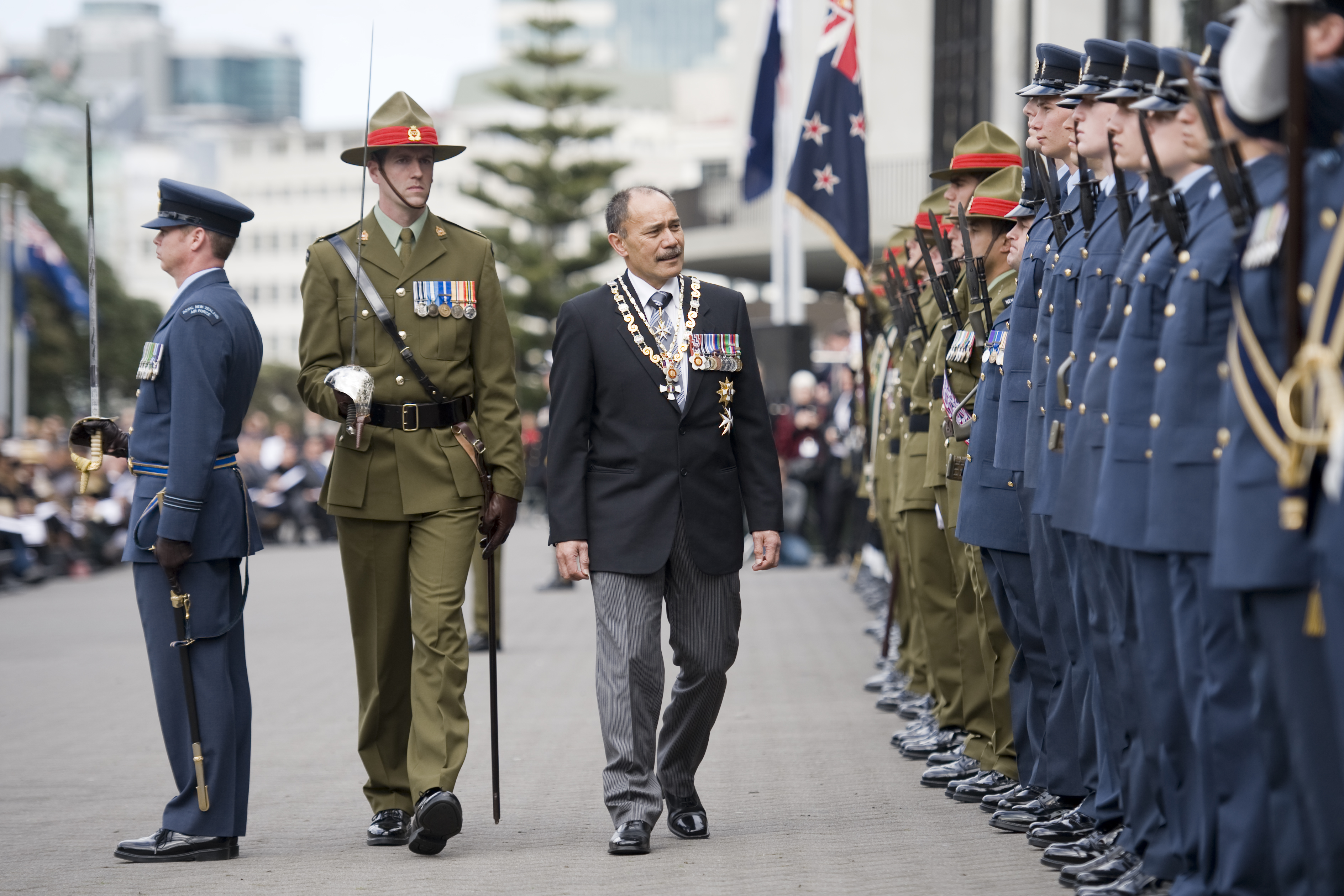
Vierdeukenhoed Nieuw-Zeelands leger

In Nieuw-Zeeland droeg men sinds 1912 de vierdeukenhoed (Engels: campaign hat) zonder opgeslagen rand.
De Nieuw-Zeelanders droegen de hoeden aan alle fronten in de Eerste en Tweede Wereldoorlog bij het gevechtstenue. Onder operationele omstandigheden worden er geen glanzende of gekleurde emblemen op de hoed gedragen.
In 2012 werd in het Nieuw-Zeelandse leger de vierdeukenhoed die sinds 1912 door de militairen gedragen werd vervangen door de “slouch hat” zonder opgeslagen rand.
De puggaree (hoedband) is khaki-groen-khaki, met op de puggagee een onderdeelsembleem aan de voorzijde, en een vlaggetje in bataljonskleuren (formation patch) aan de linkerzijkant. In Nieuw-Zeeland wordt de hoed 'bash', een verbastering van ‘bush hat’ genoemd.
De hoed wordt alleen bij officiële gelegenheden gedragen, niet onder operationele omstandigheden.
Bij de Nieuw-Zeelandse politie is een donkerblauwe bush hat in gebruik, hoewel nog slechts weinig agenten deze dragen.

## Verenigde Staten

### Kossuth-hoed

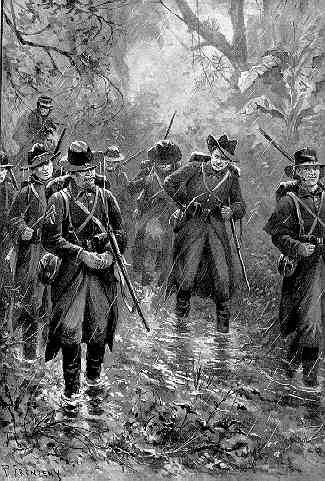
Amerikaanse soldaten op Cuba. Tekening uit de Illustrated London News

De Amerikaanse cowboyhoed is ook een slappe hoed, en de hoed wordt dus in de VS algemeen gebruikt. In het Amerikaanse leger wordt hij ook al sinds de Amerikaanse Burgeroorlog veel gedragen door officieren.
In de Verenigde Staten werd de legerhoed ook wel “Kossuth-hoed” genoemd, naar Lajos Kossuth.
Tijdens de Amerikaanse Burgeroorlog (1861-65) was het hoofddeksel onderdeel van de uniformen van de troepen van zowel de Confederatie als de Unie.
Tijdens Spaans-Amerikaanse Oorlog werden de Rough Riders van kolonel Theodore Roosevelt bekend door het dragen van een slouch hat.

### Smokey-bear
De vierdeukenhoed wordt in het Engels campaign hat genoemd en heeft als bijnaam de Smokey-bear (hat). Hij wordt vooral gebruikt door niet-militaire overheidsinstanties in de Verenigde Staten, zoals de United States Forest Service (USFC), de US Boy Scouts, de United States Border Patrol (USBP) en veel State Police- en County Sheriff-korpsen.
In het Amerikaanse leger dragen drill instructors sinds 1956 de Smokey-bear-vierdeukenhoed.

### Slouch hat
- In de Tweede Wereldoorlog droegen leden van sommige Amerikaanse eenheden in het Verre Oosten (Birma, China) de Britse slouch hat zonder officiële toestemming.
- Tijdens de Vietnamoorlog lieten militairen door lokale kleermakers hoeden van het Australische slouch-hat-model maken.
- In 1972 gaf het Amerikaanse leger toestemming aan vrouwelijke drill instructors om een “slouch hat” te dragen met de rand omhoog geslagen aan de linkerzijde.

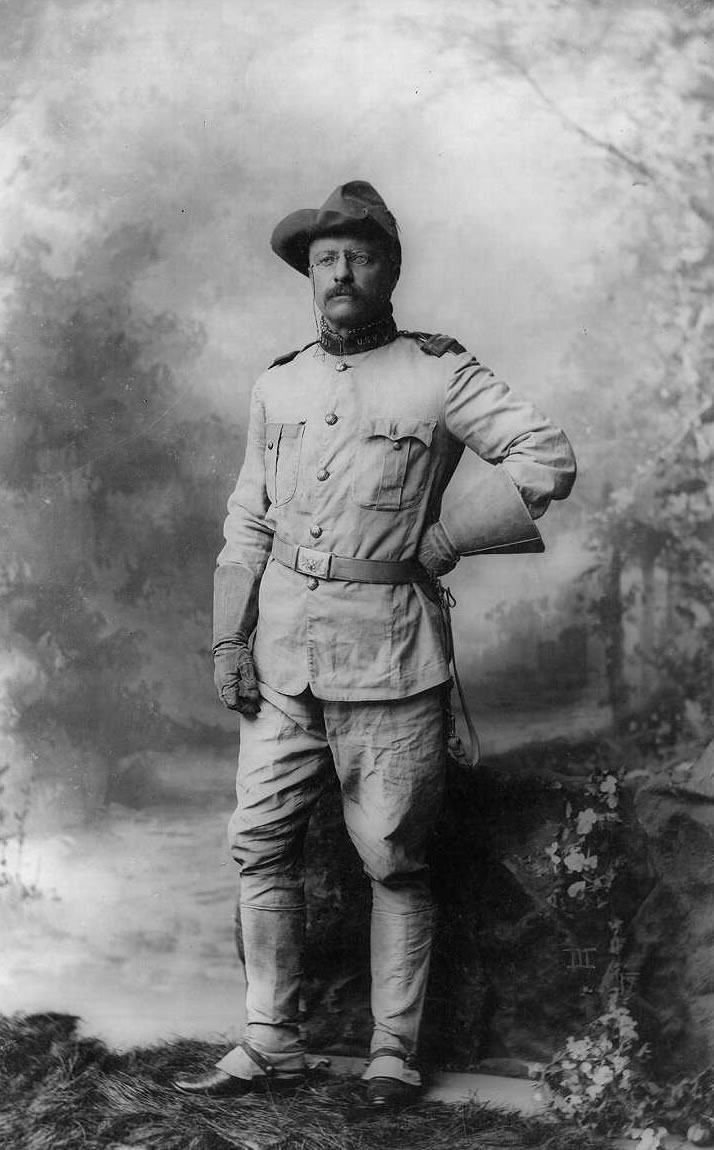
Theodore Roosevelt met Kossuth-hoed in 1898
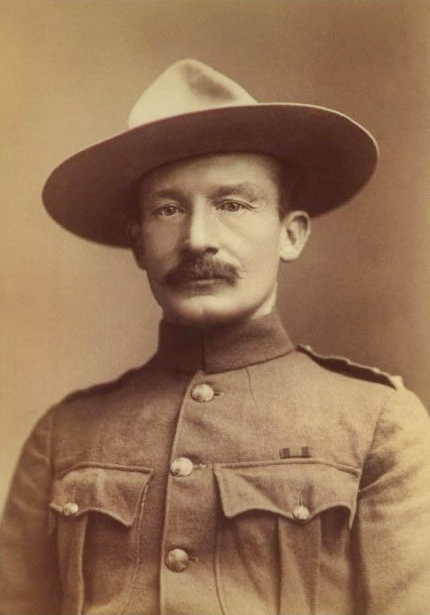
Robert Baden-Powell, oprichter van de scouting, met een vierdeukenhoed
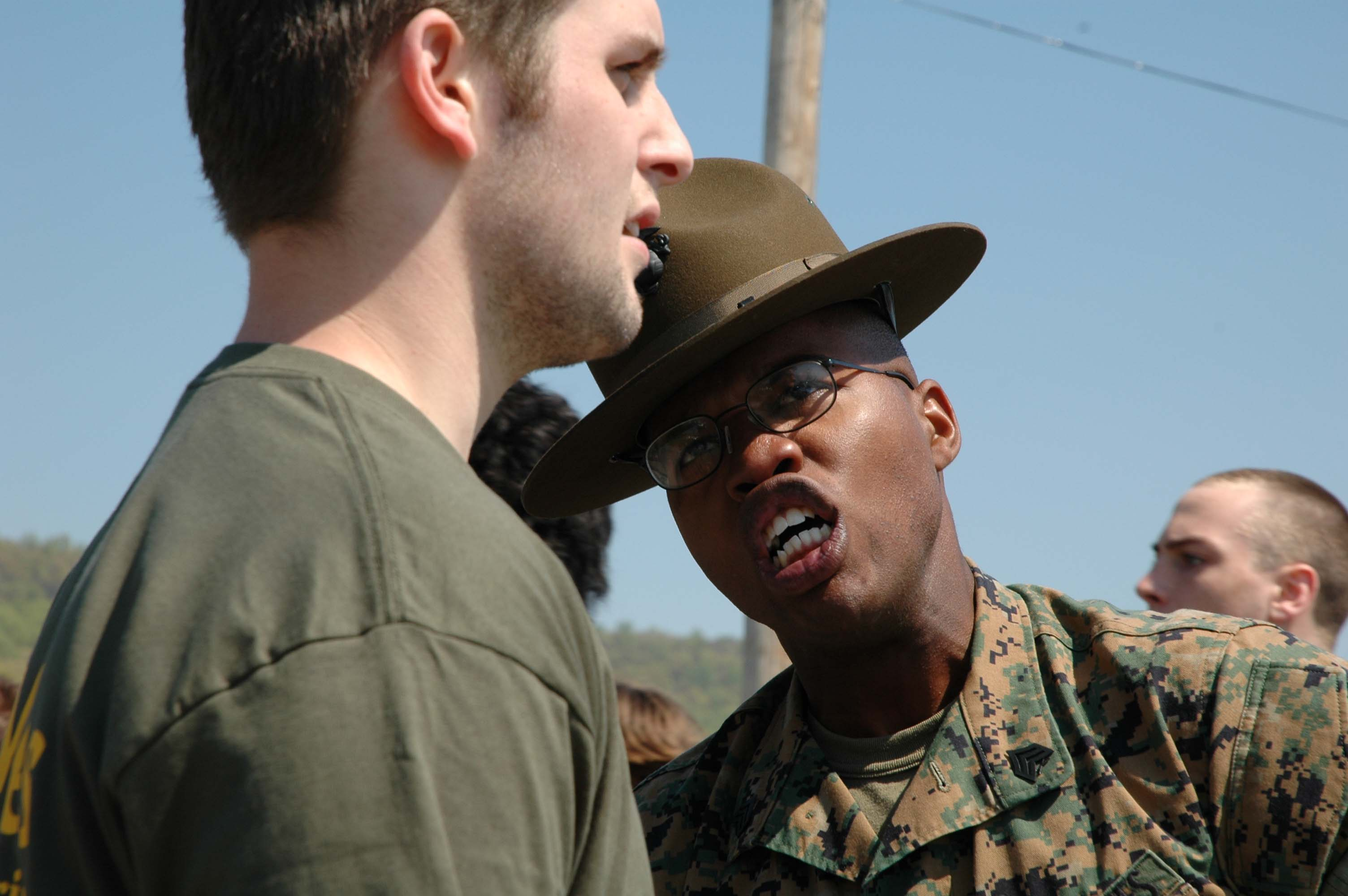
USMC drill instructor met campaign hat
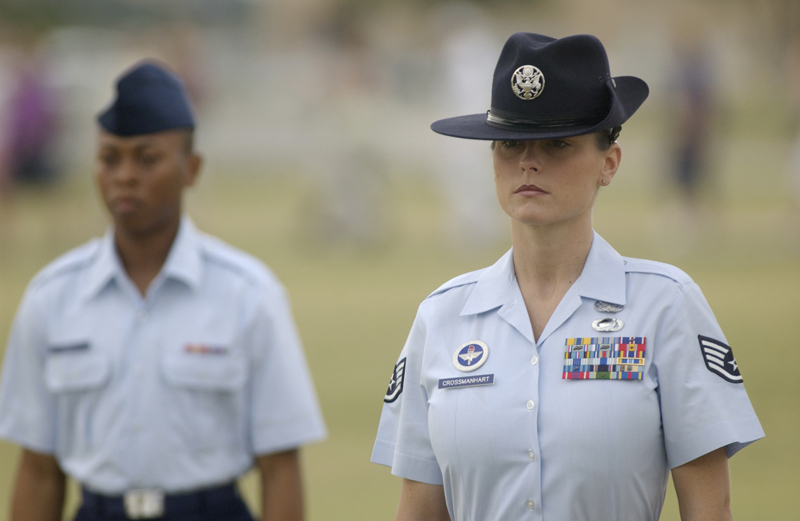
USAF-instructeur met slouch hat

## Verenigd Koninkrijk

### De Bush hat
Het Britse leger in het Verre Oosten gebruikte in de Tweede Wereldoorlog de slouch hat, van hetzelfde model als dat de Australiërs gebruikten. Deze werd door de Britten bush hat genoemd. De hoed werd ook gebruikt door Britse koloniale eenheden in andere gebieden.

### De Gurkha-hoed

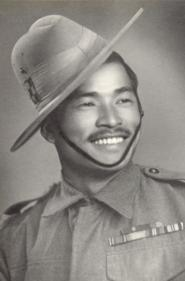
Gurkha sergeant

De Gurkha-regimenten van het Britse leger en het Brits-Indisch leger dragen de Terai-hoed. In 1901 ontving een Gurkha-eenheid Australische de slouch hat. Door twee hoeden in elkaar te drukken creëerden zij een stijvere hoed die beter beschermt tegen de zon. De hoed wordt schuin naar rechts gedragen.
Tegenwoordig dragen de ±3500 leden van de Gurkha-brigade van het Britse leger de Terai-hoed alleen nog bij officiële gelegenheden.

## India
Toen India in 1947 onafhankelijk werd van Groot-Brittannië, gingen zes van de tien Gurkha-regimenten over naar het Indische leger. De andere vier bleven bij het Britse leger.
De ±100.000 man van de 7 huidige Indische Gorkha-regimenten van het Indische leger dragen nog altijd de Terai-hoed bij officiële gelegenheden.

## Duitsland

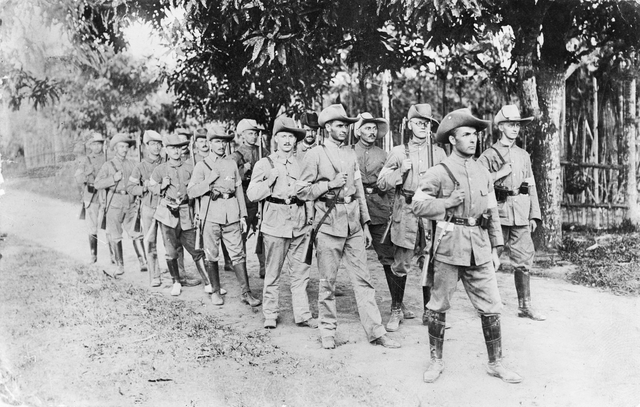
Peloton Duitse reservisten in Duits-Nieuw-Guinea in 1914.

De Schutztruppe, de koloniale strijdkracht van het Duitse Keizerrijk, droeg een tropenhoed van grijs wolvilt (Schutztruppenhut) als een alternatief voor de tropenhelm.
De band en de bies van de hoedrand waren uitgevoerd in de kleur van de respectieve Schutztruppe:
- Duits-Oost-Afrika - wit
- Duits-Kameroen - ponceaurood,
- Duits-Zuidwest-Afrika - korenblauw,
- Togoland - geel
- Duits-Nieuw-Guinea - groen,
- Duits-Samoa - lichtroze
- Jiaozhou (China) – grijs[20]

Op de aan de rechterzijde opgeslagen rand werd een rood-wit-zwarte kokarde gedragen.
Ook Duitse koloniale politie-eenheden droegen een tropenhoed, maar dan in khaki, met een kleine rood-wit-zwarte kokarde aan de voorkant en een metalen keizerskroon op de opgeslagen rand gespeld.
Tegenwoordig gebruikt de Bundeswehr bij optreden in warme klimaten de "Boonie"

## België
Belgische militairen droegen in de jaren '50 in Belgisch-Congo een khaki of groene katoenen tropenhoed, die zij “boshoed” of “chapeau de brousse” noemden. Bij het uitgaanstenue was voor op de hoed het embleem van de eenheid bevestigd.

## Nederland

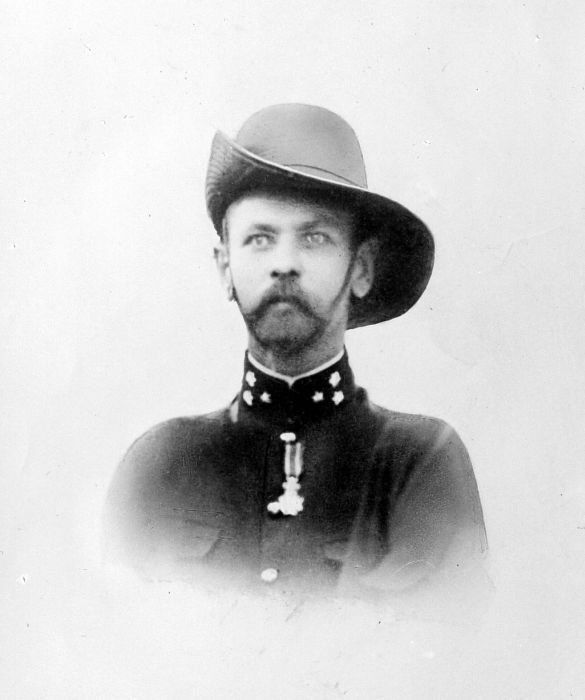
Elnt KNIL H.F. Aukes RMWO met bamboehoed

### De bamboehoed van het KNIL 1910-1942
De bamboehoed van het KNIL was het officiële hoofddeksel van 1910 tot 1942. De hoed werd gevlochten van zeer dunne bamboestrookjes.

#### Voorgeschiedenis
Al vóór 1905 werden door het KNIL in Atjeh afwijkende uniformstukken gedragen, zoals de simpele `Atjehjas' en proefmodellen van bamboe hoeden met brede rand. Het officiële hoofddeksel van het KNIL was de nachtblauwe helmhoed.
Ook marechaussee-eenheden (tegenwoordig zou men deze ‘special forces’ noemen) werden op een expeditie in Noord-Sumatra in 1904 voorzien van bruine bamboehoeden. Men noemde deze het zogenaamde ‘model Boerenhoed’. Ook bij de laatste expeditie in het toenmalig sultanaat Boni in Zuid-Celebes in 1905 waren de troepen grotendeels voorzien van bruine bamboehoeden, die daardoor ook wel ‘Boni-hoed’ genoemd werd. Bij de laatste Bali-expeditie in 1906 droeg de gehele Nederlandse expeditionaire troepenmacht van het KNIL, inclusief de commanderende generaal-majoor Rost van Tonningen, de bruine bamboehoed. Het was echter nog altijd ‘bij wijze van proef en in afwachting van de definitieve invoering van dit hoofddeksel’.
Er werden ook testen met vilten hoeden uitgevoerd, waaruit de conclusie werd getrokken dat de vilten hoed meer warmteoverlast gaf dan die van bamboe.
De voordelen van de hoed waren duidelijk: de zon scheen de drager niet in de ogen, steeds had men voldoende schaduw, ventilatie en koelte, ook in de meest barre hitte in de kustgebieden. Omdat de rand van de hoed wijd was, kreeg men bij regen nimmer een straal water in de nek of boord; men had het idee dat men onder een soort paraplu liep en men hield bij regen altijd een droog hoofd en vaak bleef ook nog een deel van de schouders droog. Onder de neergeslagen rand hadden ook brildragers geen last van regenwater en men kon in een regenbui gemakkelijk een sigaret blijven roken; die doofde dan niet uit.
In 1909 werd bepaald dat de helmhoed vervangen zou worden door de bamboehoed. Tussen 1910 en 1912 werd de hoed ingevoerd. De rand kon aan de linker- of rechterzijde omhooggeslagen worden.

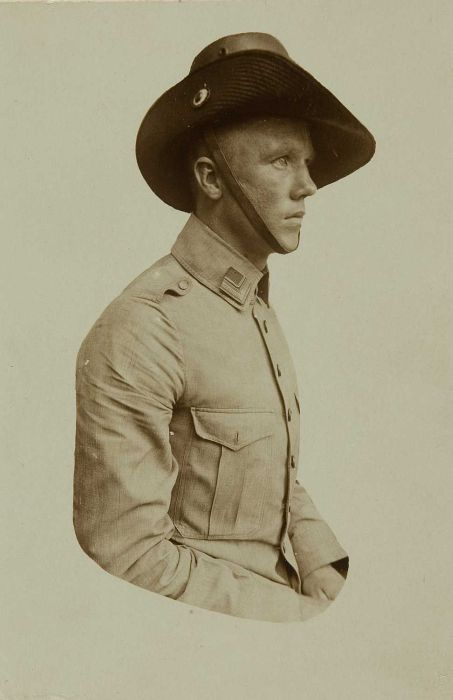
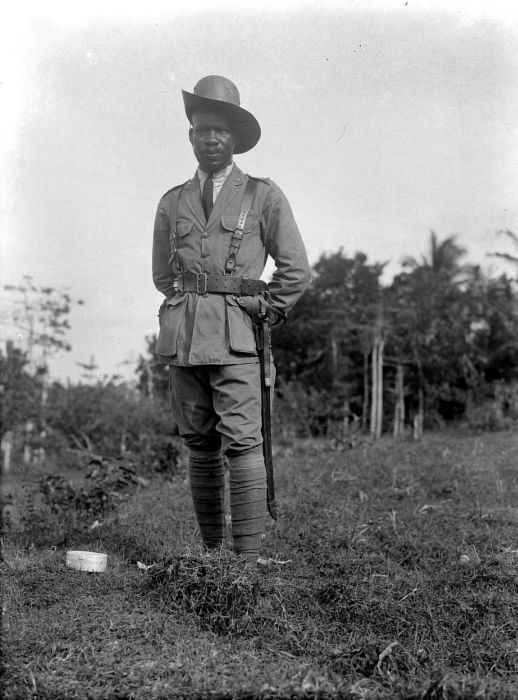
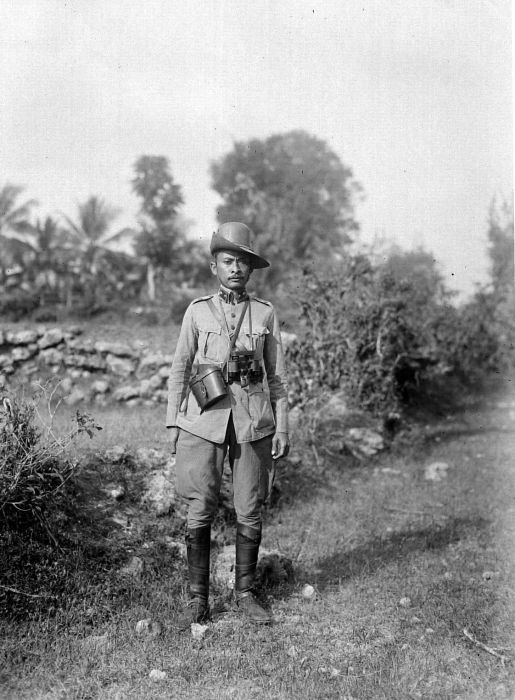

KNIL militairen met bamboehoed:

#### Modificaties

##### Kokarde
Op de omgeslagen rand kwam een kokarde die aan de linker- of rechterzijde bevestigd kon met een grote drukknoop. In 1912 werd gekozen voor een oranje-gele kokarde, zoals die ook op de net ingevoerde platte pet gedragen werd, maar na een jaar werd gekozen voor een rood-wit-blauwe kokarde.

##### Kleur
Vanaf 1912 verving het KNIL ook het nachtblauwe uniform door groene veldkleding, en in 1915 was het KNIL in zijn totaliteit voorzien van zowel de bruine bamboehoed als de groene veldkleding.
Vanuit camouflageoogpunt dienden zoveel mogelijk uitrustingsstukken groen te worden, dus ook de bruine hoed.
Pas in 1933 lukte het een verf en procedé te vinden waarbij de hoed ook na verloop van tijd nog de groene kleur had: men spoot ze toen groen met ‘duco’, een synthetische verfsoort van DuPont. Door het verven was de hoed voor de gebruiker niet zwaarder geworden en bleek in de felle zon aanmerkelijk koeler in het dragen dan het bruine exemplaar. Bovendien kon hij gemakkelijk gereinigd worden met water en zeep en net als ongeverfde hoeden voor soepelheid met vaseline behandeld worden. Ook bleef de groene hoed bij regen beter droog doordat het water er direct af liep waardoor er geen doorweking en geen gewichtsvermeerdering plaatsvond.

##### Binnenwerk

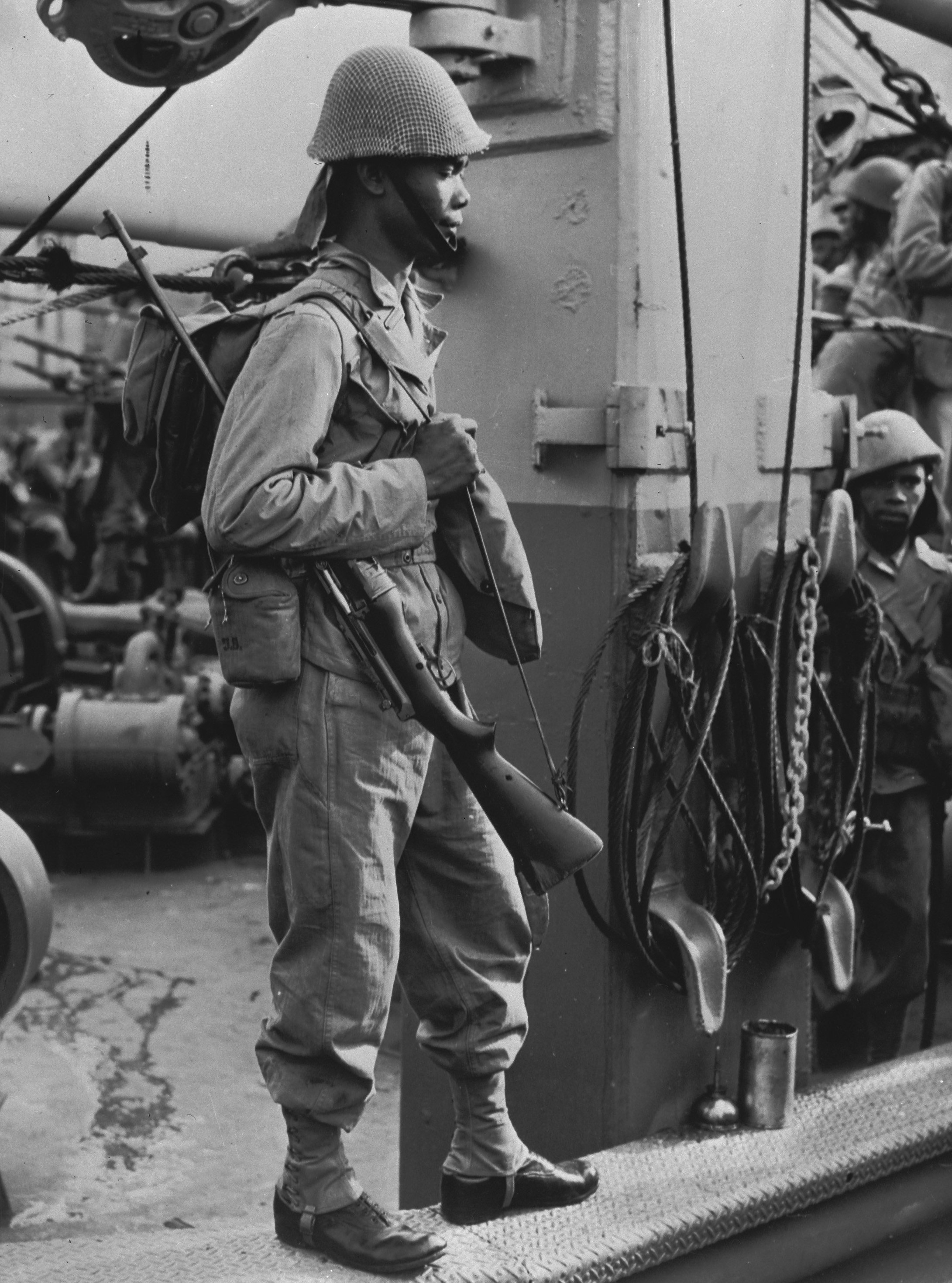
KNIL militair met KNIL helm met nekflap

In 1915 werd in het binnenste van de hoed een binnenlaag aangebracht op 2 cm van de kroon om het hoofd van de gebruiker beter tegen de zonnestralen te beschermen. Aan de binnenzijde van de hoed werd los van de kroon een zachte lichte lederen zweetband bevestigd. In de kroon werden diverse ventilatiegaatjes aangebracht.

#### Einde
In 1939 werd voor gevechtsomstandigheden bij het KNIL de stalen helm voorzien van zacht zwartlederen nekflap en lederen binnenwerk ingevoerd. De bamboehoed bleef voor vele overige diensten in gebruik.
Toen het KNIL in 1940/41 steeds meer motoriseerde nam het aantal functionarissen dat de hoed gebruikte af. Voor motorrijders, vrachtauto- en pantserwagenbemanningen en diverse anderen was de hoed niet praktisch.
Op 28 maart 1942 capitulatie het KNIL voor de Japanse troepen.
Na de heroprichting van het KNIL in Australië in 1944 is de KNIL-bamboehoed niet meer ingevoerd, maar werd nieuwe uitrusting van Brits en Amerikaans model gedragen.
Wel werd aan het eind van de Tweede Wereldoorlog door KNIL militairen de Australische “slough hat” gedragen.

#### Huidig gebruik

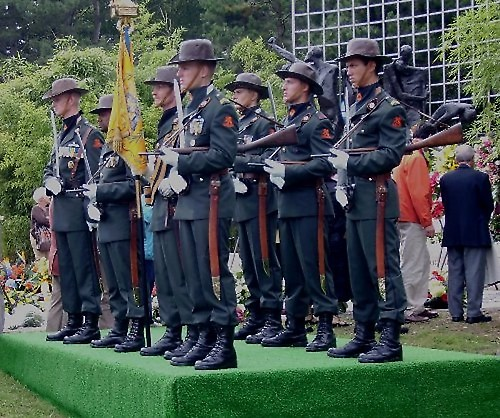
Vaandelwacht Regiment van Heutsz

Het Regiment van Heutsz (RVH) van de Koninklijke Landmacht (KL) zet de tradities van het KNIL voort. Zo is het ceremonieel tenue van het RVH gebaseerd op het uniform van het voormalige KNIL, compleet met attila en met de donkerblauwe helmhoed.
Het vaandel van het RVH wordt meegevoerd door een vaandelwacht. De uitrusting en exercitie van de vaandelwacht RVH zijn uniek bij de KL. De bewapening bestaat uit een combinatie van pistool, klewang en karabijn M95 Hembrug. Daarnaast wordt de groen geverfde bamboehoed gedragen, een exacte kopie van het model dat bij het KNIL werd gedragen. Alleen de kokarde wijkt af van de rood-wit-blauwe van het KNIL. De kokarde van RVH is voorzien van het regimentsembleem en is uitgevoerd in zwart/oranje, de kleuren van het RVH (en tevens van het KNIL).

##### Trivia
- Op de achterzijde van de NICA-bankbiljetten uit 1943 stond een KNIL soldaat afgebeeld, met zijn kenmerkende bamboehoed waarvan de rand aan één kant opgeslagen was.[27][28]

### De tropenhoed in Nieuw Guinea 1960-1962
Van 1949 t/m 1962 was de Koninklijke Landmacht gestationeerd in Nederlands-Nieuw-Guinea
In 1960 werd bepaald dat militairen in Nederlands-Nieuw-Guinea in plaats van de veldmuts de tropenhoed van groen katoen zouden gaan dragen.
De rand werd omhoog gevouwen zodat hij niet in de weg zit of beschadigt als een geweer aan of over de schouder gedragen wordt.
Het was dezelfde hoed die het Belgische leger in Belgisch-Congo gebruikte en die daar “boshoed” of “chapeau de brousse” genoemd werd.
Bij het uitgaanstenue werd het baretembleem met bijbehorende ondergrond op het midden van de opgeslagen linkerrand van de tropenhoed bevestigd.
Het meeste personeel viel onder het Regiment Oranje Gelderland en droeg dat baretembleem. Militairen van andere wapens en dienstvakken droegen op de hoed het baretembleem van het eigen wapen of dienstvak.

#### Papoea Vrijwilligers Korps
Ook het Papoea Vrijwilligers Korps droeg de tropenhoed. Bij het uniform voor ceremoniële diensten was de tropenhoed, links opgeslagen, voorzien van korpsembleem, rode hoedband en zwarte pluim. Op het witmetalen embleem van het korps, ontworpen door Frans Smits, was de typisch inheemse kasuaris afgebeeld, met daaronder twee gekruiste kapmessen en het devies van het korps, “Persevero” (“ik zet door, blijf standvastig”).

### De boerenhoed van de Studentenweerbaarheid Wageningen
Het ceremonieel tenue van de Wageningse Studenten Schietvereniging 'Transvaal' is geïnspireerd op de kleding die de Zuid-Afrikaanse boeren droegen tijdens de Boerenoorlogen. (1880-1881 en 1899-1902). Zo draagt men donkergroene jas met opgestikte zakken en een blauwe broek. Over de linkerschouder wordt een bruin lederen bandelier met aan de voorzijde vijf bruine lederen patroontassen gedragen zoals de Afrikaner boeren ook droegen.
Het hoofddeksel is een typische breedgerande Transvaalse boerenhoed. De van oorsprong Nederlandse boeren droegen dit hoofddeksel tijdens de gevechten met de Engelsen tijdens de Boerenoorlogen. De linkerzijde van de rand van de beige hoed is omhoog gevouwen en voorzien van het embleem van de studentenweerbaarheid. De rand wordt omhoog gevouwen zodat hij niet in de weg zit of beschadigt als een geweer aan of over de schouder gedragen wordt. Om de hoed zit een lichtbeige hoedband. De hoed is voorzien van een smalle bruine lederen kinband.